# Kłodawa (gemeente in powiat Gorzowski)
De gemeente Kłodawa is een landgemeente in het Poolse woiwodschap Lubusz, in powiat Gorzowski.
De zetel van de gemeente is in Kłodawa.
Op 30 juni 2004 telde de gemeente 5849 inwoners.

## Oppervlakte gegevens
In 2002 bedroeg de totale oppervlakte van gemeente Kłodawa 234,83 km², waarvan:
- agrarisch gebied: 23%
- bossen: 65%

De gemeente beslaat 19,43% van de totale oppervlakte van de powiat.

## Demografie
Stand op 30 juni 2004:
| Omschrijving                   | Totaal | Totaal | Vrouwen | Vrouwen | Mannen | Mannen |
| ------------------------------ | ------ | ------ | ------- | ------- | ------ | ------ |
| eenheid                        | aantal | %      | aantal  | %       | aantal | %      |
| inwoners                       | 5849   | 100    | 2926    | 50      | 2923   | 50     |
| bevolkingsdichtheid (inw./km²) | 24,9   | 24,9   | 12,5    | 12,5    | 12,4   | 12,4   |

In 2002 bedroeg het gemiddelde inkomen per inwoner 1755,48 zł.

## Aangrenzende gemeenten
Barlinek, Gorzów Wielkopolski, Lubiszyn, Nowogródek Pomorski, Santok, Strzelce Krajeńskie
- Virtual International Authority File: 301226582